# Élections législatives algériennes de 1982
Les élections législatives algériennes de 1982 se sont déroulées le 5 mars 1982. Le seul parti autorisé est alors le Front de libération nationale, qui présente 846 candidats pour 282 sièges. Les votants doivent cocher le nom du candidat choisi. La participation est de 67,34%.

## Résultats
|                               |           |       |        |  |  |  |  |  |  |
| Parti                         | Votes     | %     | Sièges |  |  |  |  |  |  |
| Front de libération nationale |           | 100   | 282    |  |  |  |  |  |  |
| Total                         | 6 054 740 | 100   | 282    |  |  |  |  |  |  |
| Inscrits/participation        | 8 990 820 | 67,34 | –      |  |  |  |  |  |  |
| Source: IPU                   |           |       |        |  |  |  |  |  |  |